# Louis-Constantin Boisselot
Louis-Constantin Boisselot (11 mars 1809 - 5 juin 1850 à Marseille) était un fabricant de pianos français, né à Montpellier.

## Biographie
En novembre 1835, il épouse Fortunée Funaro, la fille d'un négociant de Marseille. Ils eurent un fils, Marie-Louis-François Boisselot (1845-1902), connu simplement sous le nom de Franz, parce qu'il avait pour parrain Franz Liszt (1811-1886), un ami de longue date de la famille. En 1844, durant l'Exposition de Paris, il présenta un piano avec une "pédale qui précéda le "mécanisme sostenuto" que Steinway réintroduisit en 1874. L'entreprise fut poursuivie par les générations successives de sa famille jusqu'à la fin du XIXe siècle.
Parmi les collections de la Klassik Stiftung Weimar figure le piano à queue de l'atelier Boisselot & Fils (Marseille 1846), offert à Franz Liszt et sur lequel ont été créées les compositions des années Weimar. Liszt exprime sa dévotion à cet instrument dans sa lettre à Xavier Boisselot en 1862: "Bien que les touches soient presque usées par les combats que leur a livrés la musique du passé, du présent et de l'avenir, je ne consentirai jamais à le changer, et j'ai résolu de le garder jusqu'à la fin de mes jours, comme un associé privilégié".
Le facteur de piano Paul McNulty a été choisi par la Klassik Stiftung Weimar pour réaliser une copie du piano Boisselot 1846 personnel de Liszt. Le piano a été réalisé pour le 200e anniversaire de Liszt à l'occasion d'un projet du gouvernement sud-allemand. L'original et la copie sont la propriété de la Stiftung Weimar.